# Iconsiam
Iconsiam, cách điệu là ICONSIAM,  và ICS khu phức hợp nằm cạnh bờ sông Chao Phraya ở Băng Cốc, Thái Lan. Nó bao gồm một trung tâm thương mại lớn nhất châu Á mở cửa ngày 9 tháng 11 năm 2018, cũng như khách sạn và khu dân cư. Dự án trị án ฿54 tỉ (1.5 tỉ đô la Mỹ) được phát triển bởi liên doanh tập đoàn Siam Piwat, nhà phát triển trung tâm thương mại cao cấp Thái, MQDC Magnolia Quality Development, và Charoen Pokphand Group. Khu phức hợp tòa nhà cao thứ 6 và cao nhất tại Thái Lan: khu căn hộ Mandarin Oriental 52 tầng và khu căn hộ Magnolias Waterfront 70 tầng.

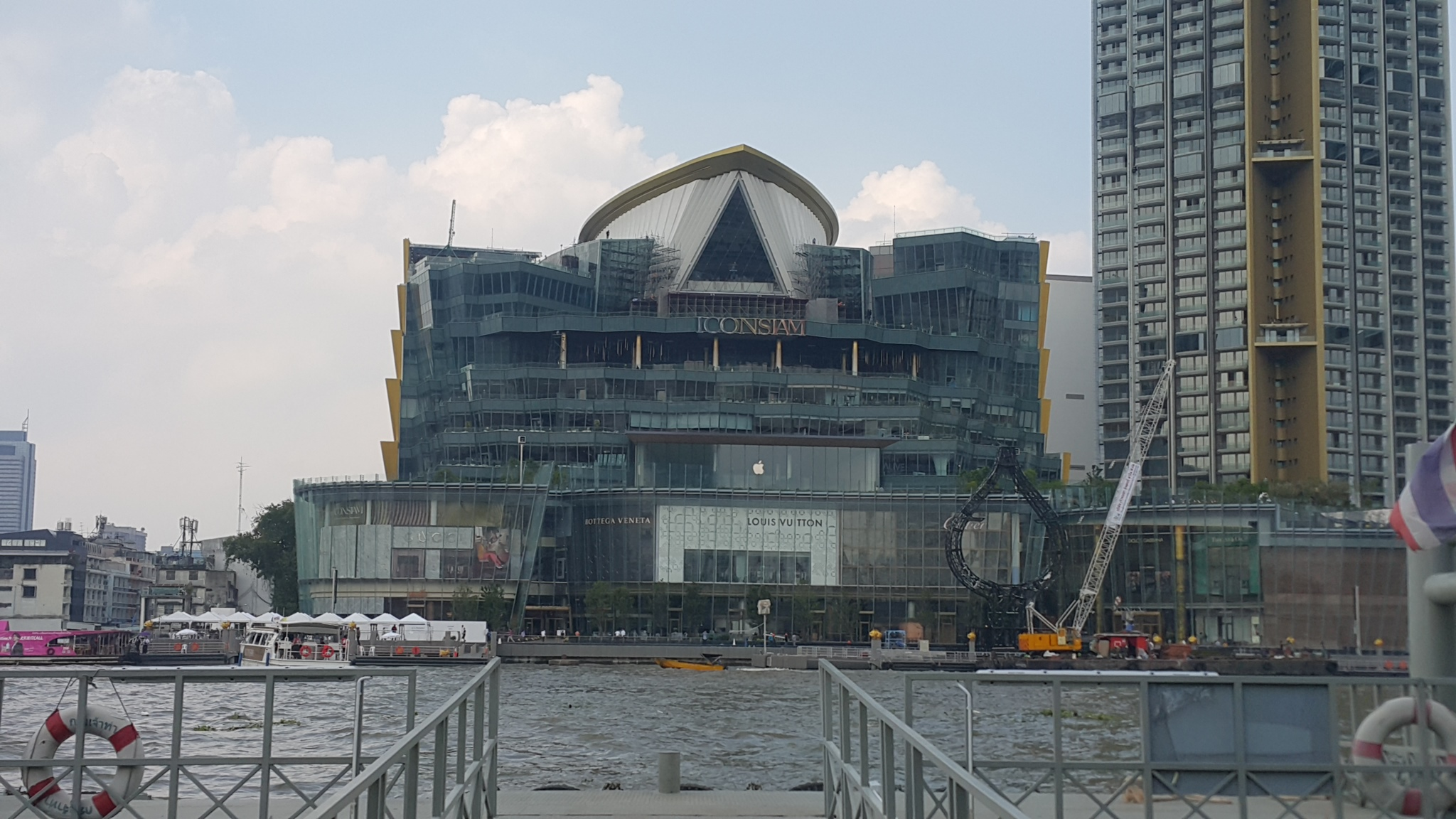
Trung tâm phức hợp mua sắm ICONSIAM, nhìn từ sông Chao Phraya

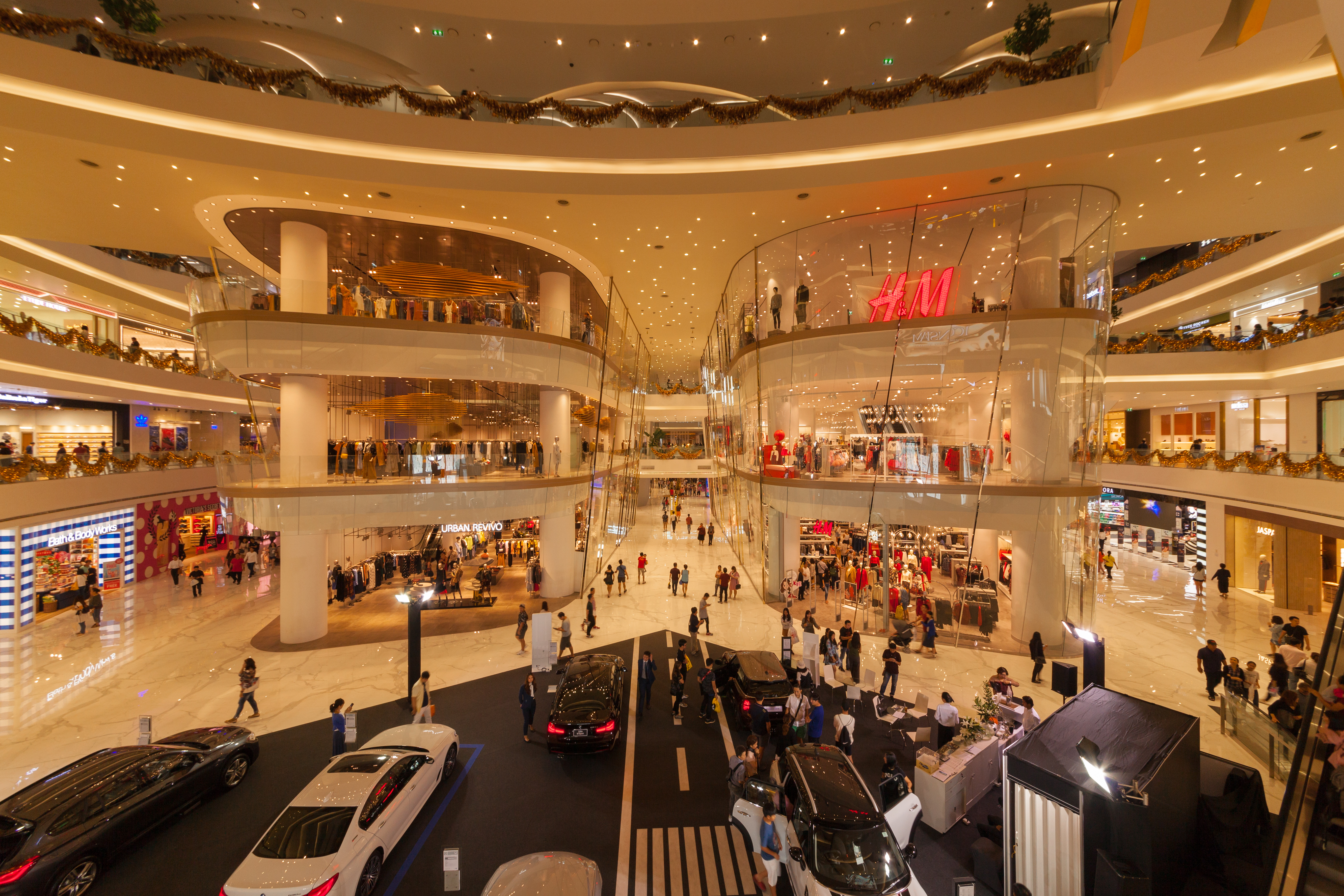
Bên trong khu thương mại

## Tổng quan
Tòa nhà ICONSIAM

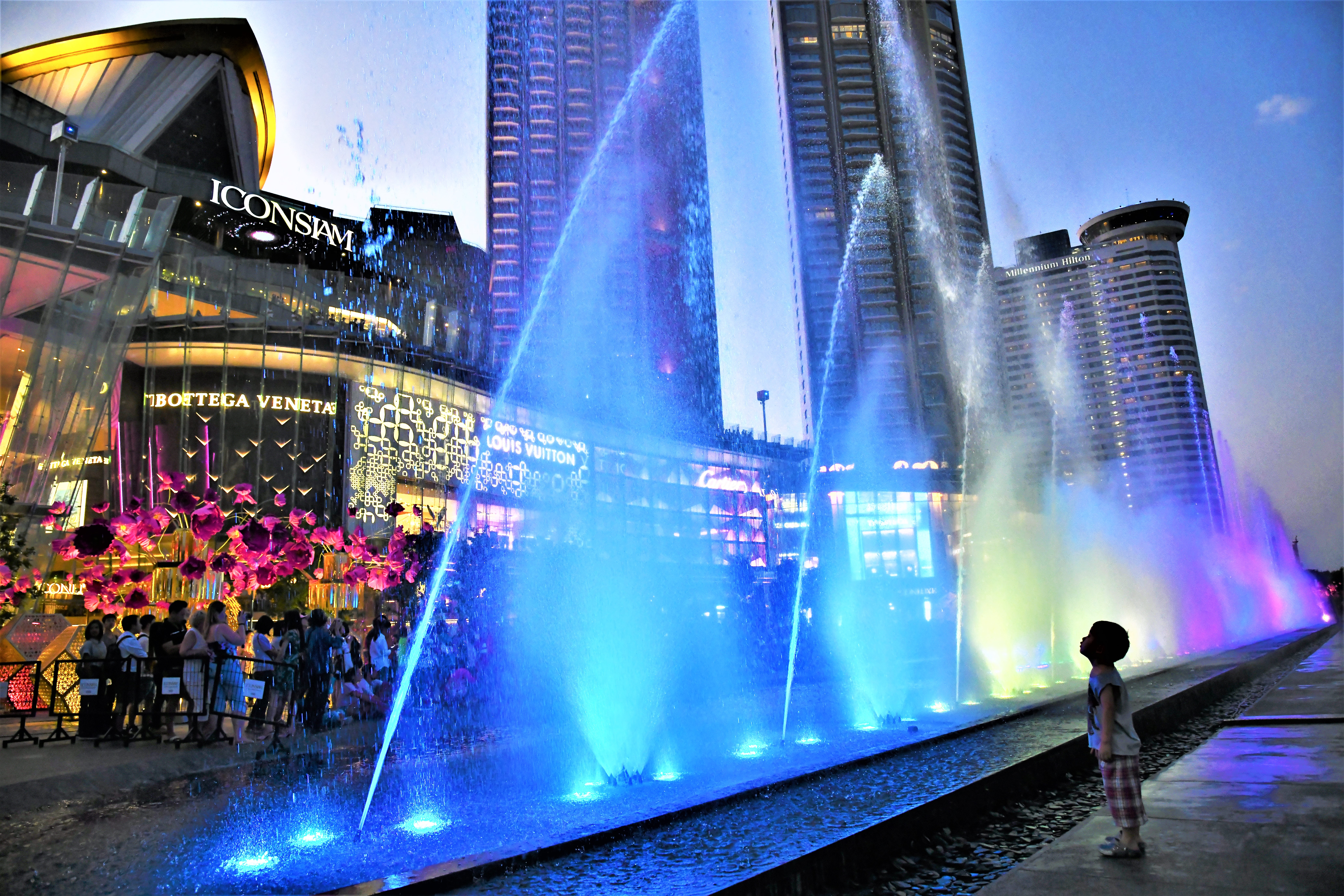
Đài phun nước

- Tổng diện tích sàn khu vực mua sắm 525.000 m2 (5.650.000 foot vuông).[7]
- Cửa hàng bách hóa Siam Takashimaya đầu tiên tại Thái Lan và Apple Store đầu tiên tại Thái Lan.[8][9]
- Hội trường triển lãm/thính phòng với 3.000 chỗ[10]
- Bảo tàng Di sản Iconsiam (River Museum Bangkok), liên doanh với The Fine Arts Department của Bộ văn hóa Thái Lan,[11]
- Hai cao ốc căn hộ, Magnolia Waterfront (cao 318m với 70 tầng, 300 căn hộ) và The Residences at Mandarin Oriental, Băng Cốc, (cao 272m, 52 tầng, 146 căn hộ).
- Công viên bờ sông với diện tích hơn 10.000 m2 (110.000 foot vuông) dọc theo sông Chao Phraya và lối đi bộ ven sông.[12][13]

Tòa nhà ICS
- Phần mở rộng của trung tâm thương mại hiện tại với nhiều cửa hàng và nhà hàng hơn.
- Khách sạn 244 phòng Millenium Hilton Bangkok thuộc Tập đoàn khách sạn Hilton.

## Vận chuyển
ICONSIAM nằm liền kề với Tuyến Gold APM Ga Charoen Nakhon, kết nối với hệ thống BTS tại Ga Krung Thon Buri. Nó mở cửa vào ngày 16 tháng 12 năm 2020. ICONSIAM đang làm việc với Urban Design and Development Centre (Trung tâm Thiết kế và Phát triển Đô thị; UDDC) tại Đại học Chulalongkorn, bộ hàng hải của Bộ giao thông vận tải, và Cơ quan quản lý đô thị Băng Cốc để nâng cấp 4 cầu bến thuyền Sathorn, Ratchawong, Tha Dindaeng, và Ratcha Nevy vào tháng 6 năm 2019. Bốn cầu bến thuyền sẽ được xây dựng cho bến tàu tư nhân và công cộng. Du khách có thể đón tàu được cung cấp bởi ICONSIAM từ nhiều bến thuyền; Phà Sathorn, Sheraton Hotel Bangkok.

## Hình ảnh

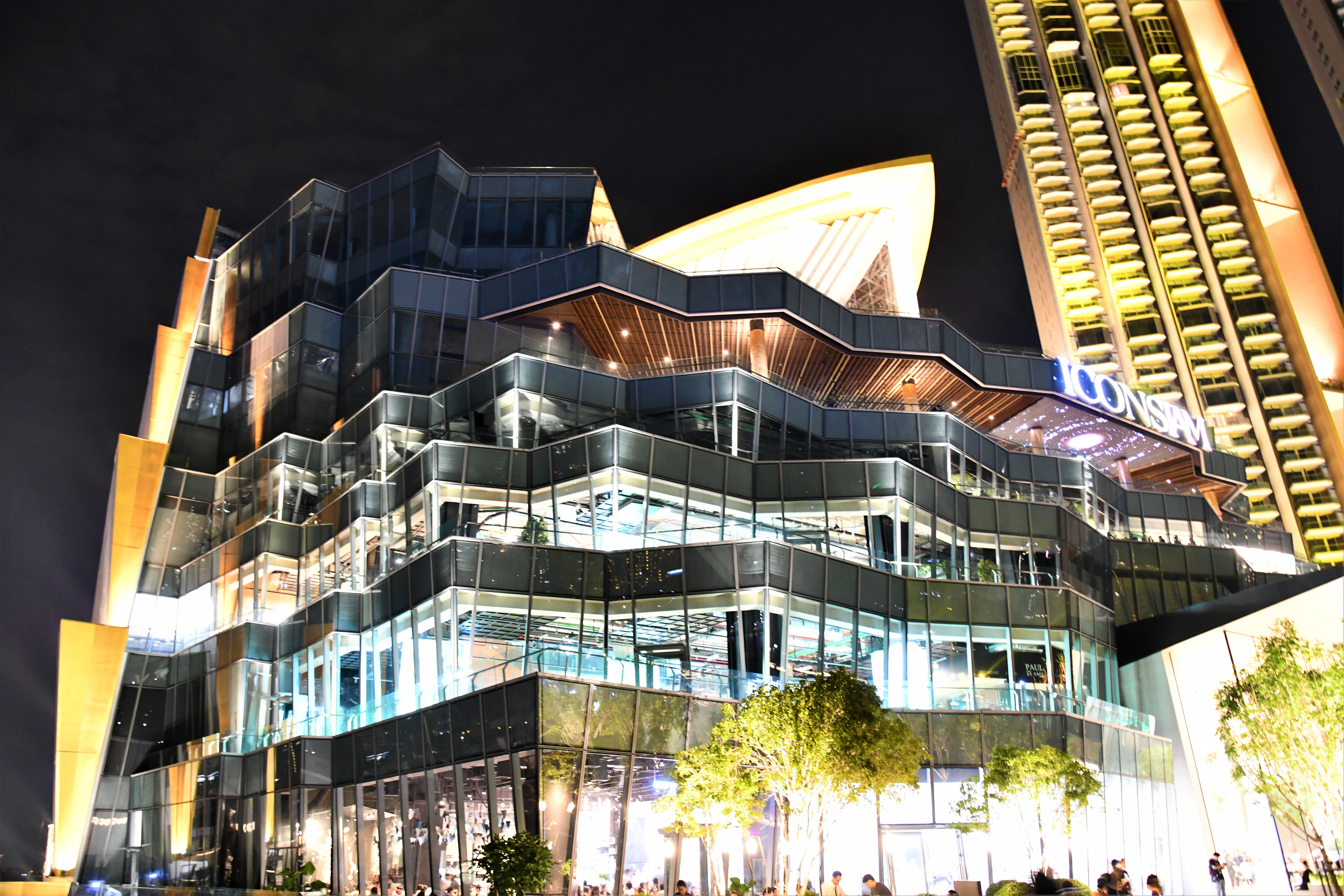
Tòa căn hộ cao cấp & Khối đế trung tâm thương mại
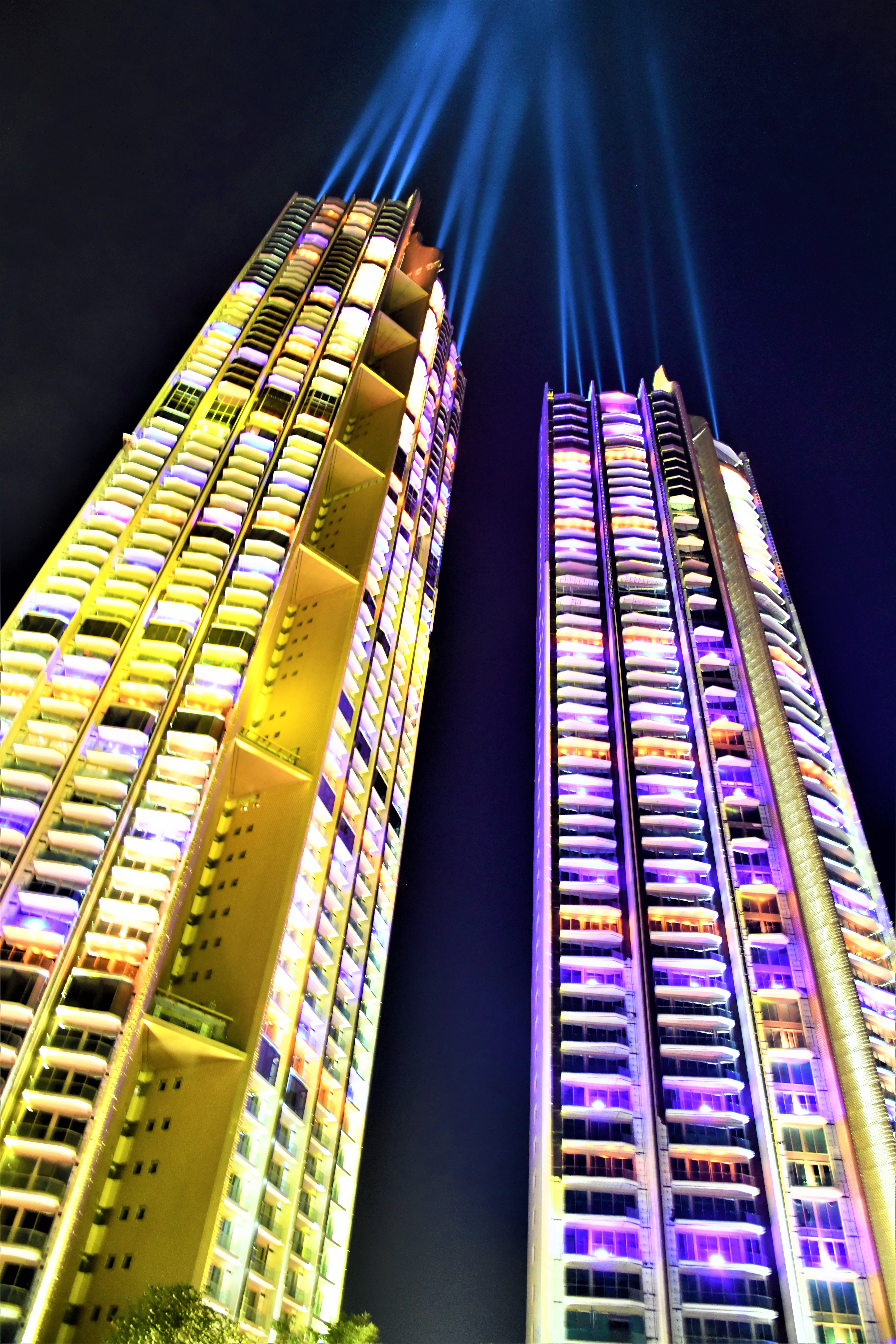
Tòa căn hộ Magnolia Waterfront
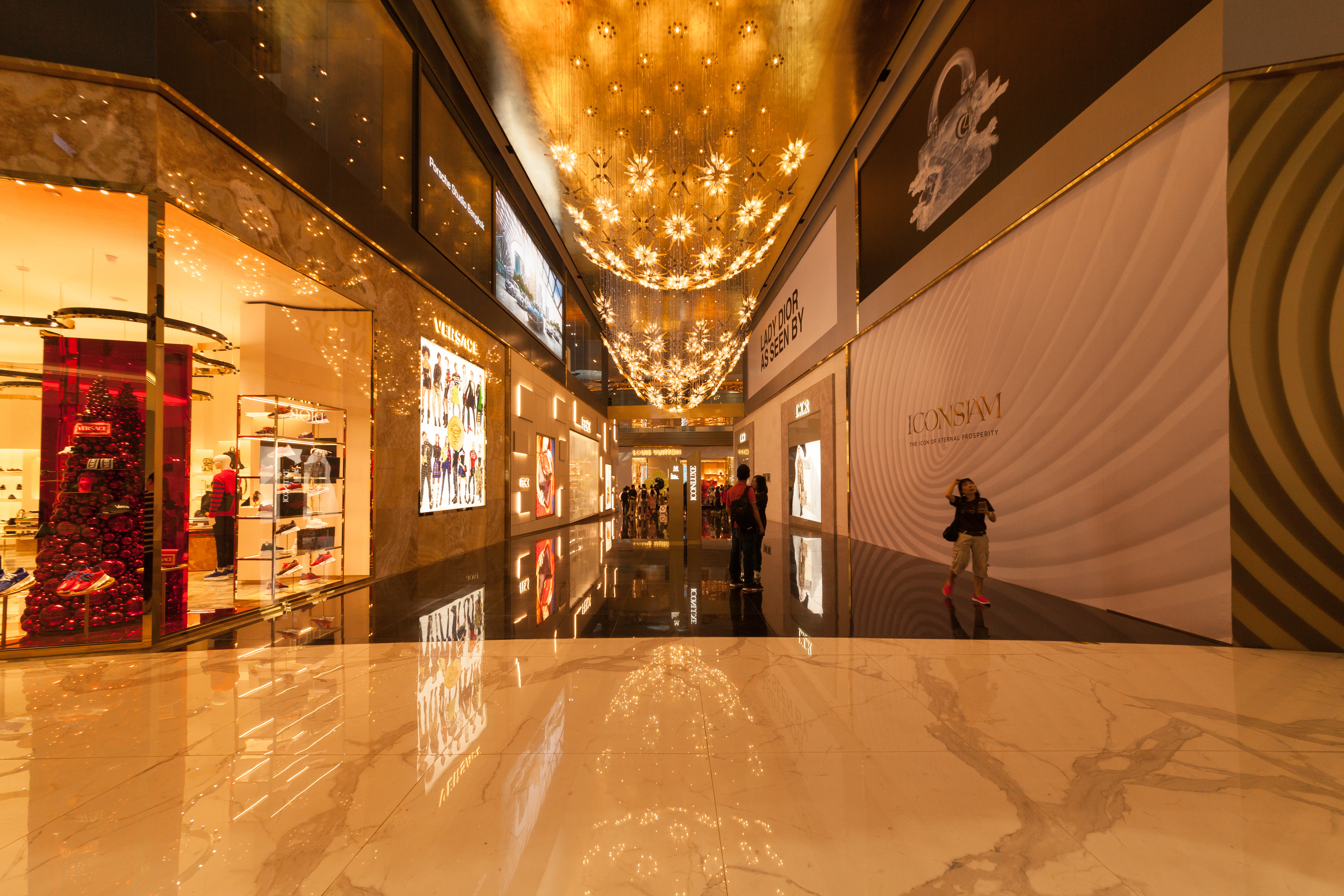
IconLuxe
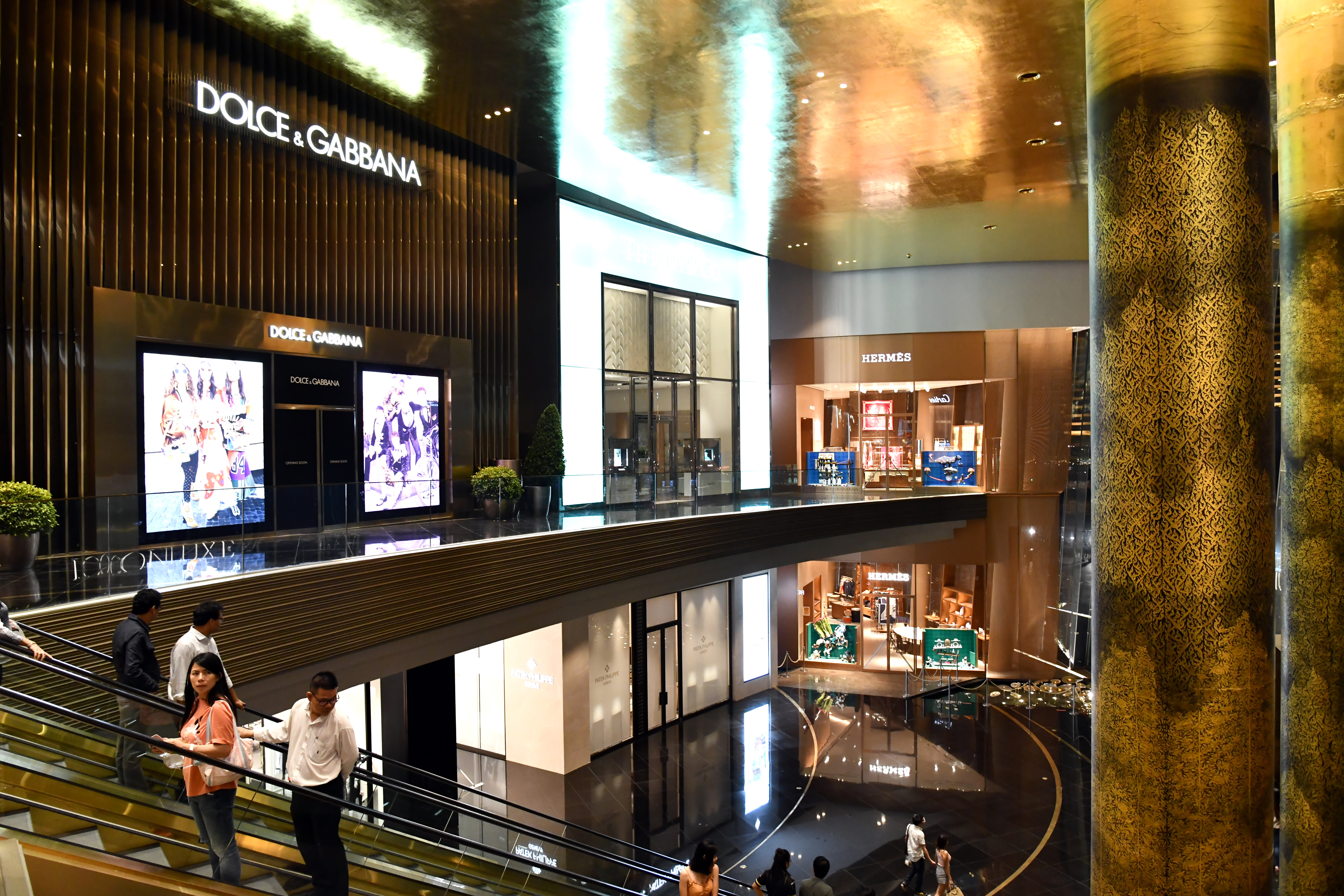
Bên trong IconLuxe
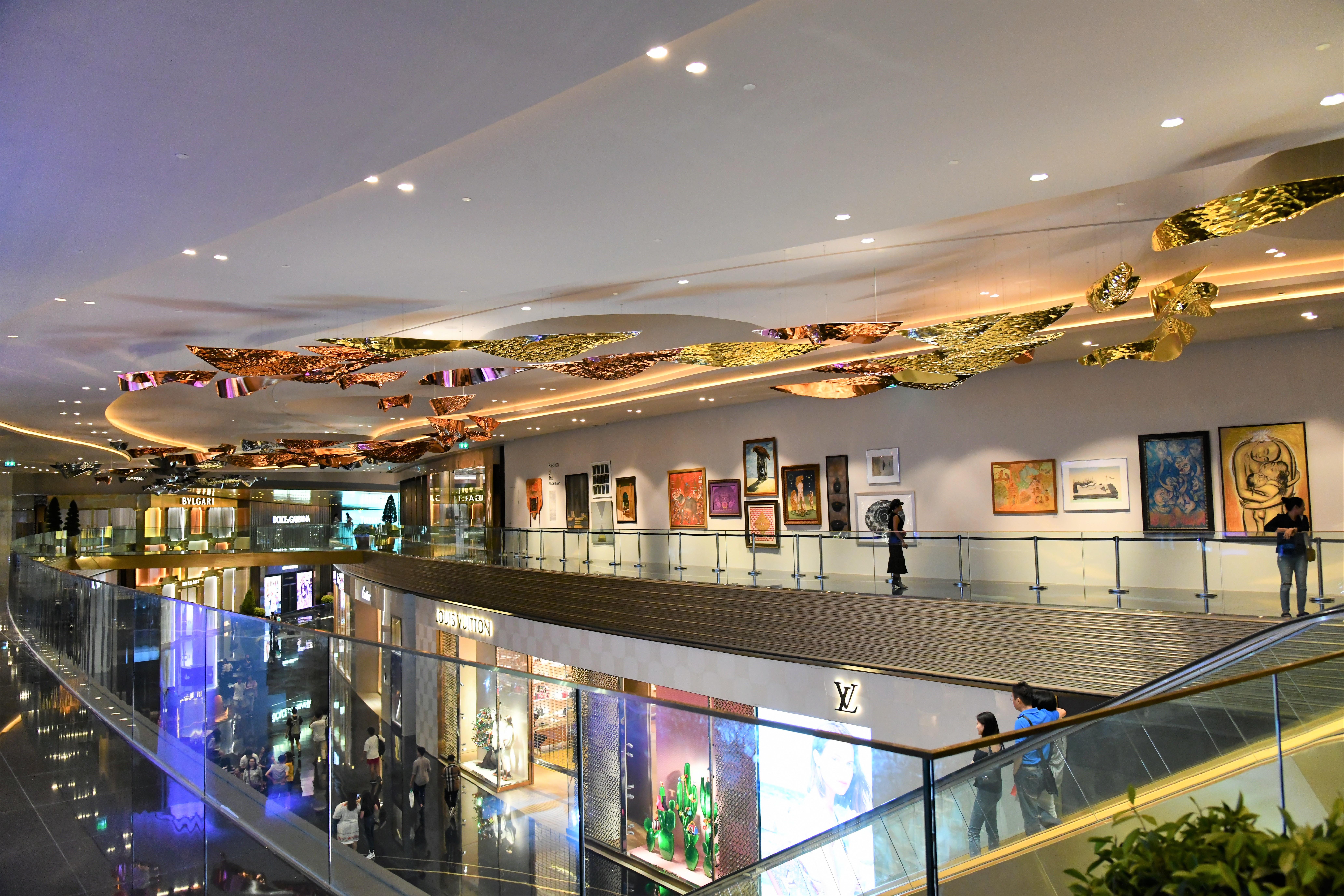
Khung cảnh khai truơng Iconsiam
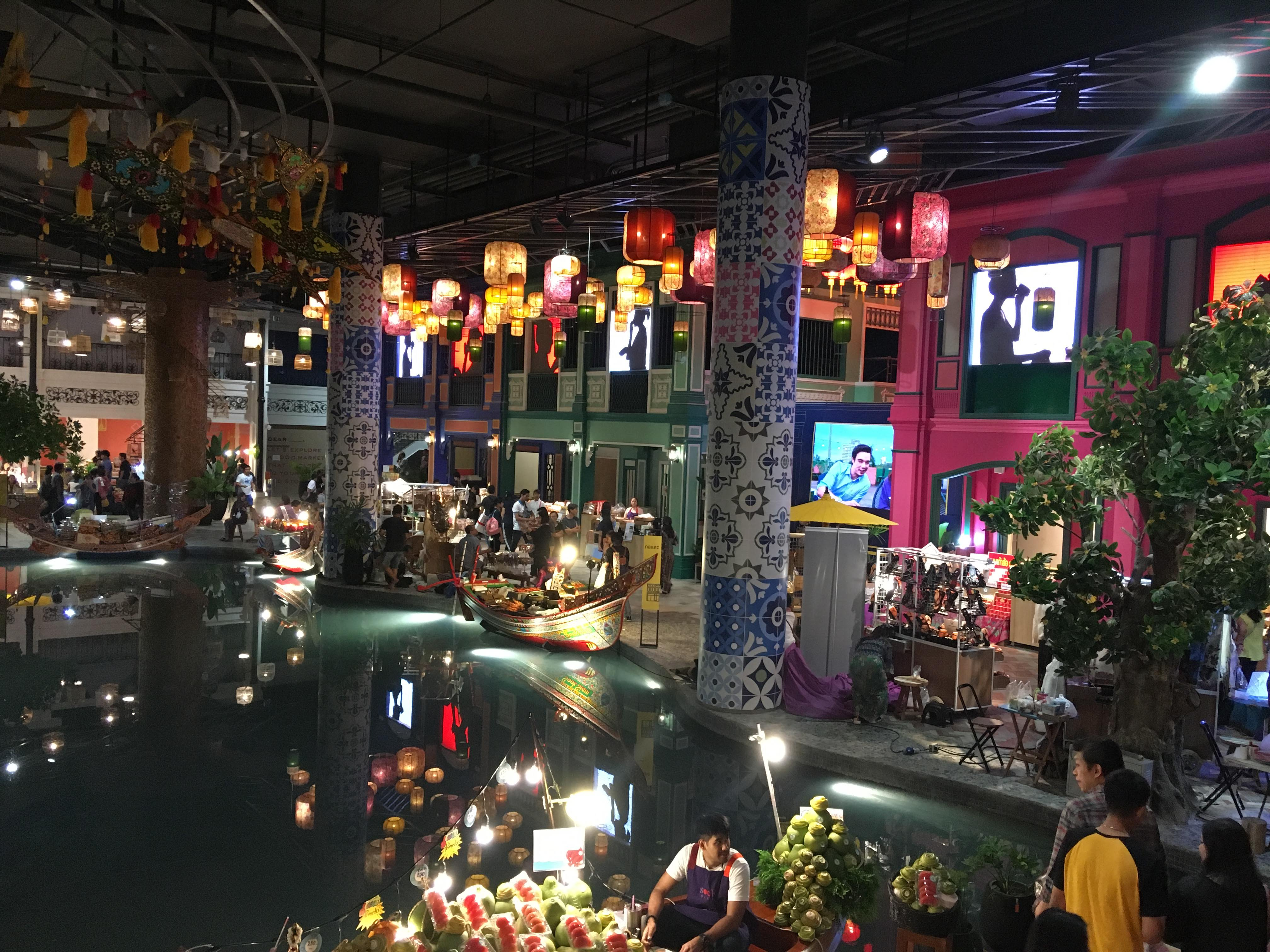
Sooksiam